# Radio FREAK
『Radio FREAK』は、NBCラジオ佐賀が製作するラジオ番組である。

## 放送時間
- 月曜 18:20 - 18:30（2017年7月3日 - ）

## パーソナリティ
- FREAK